# Кайсаров ручей
Кайсаров — ручей, протекающий в пределах города Вологда, известный ещё со времён основания города. Код ГВР — 03020100312299000001760.

## Географическое положение
Кайсаров ручей протекает в северной части города Вологда, беря начало в районе Белозерского шоссе, проходит под железной дорогой, пересекая улицу Бурмагиных и впадает в реку Вологда.

## Описание
Небольшой ручей, берущий начало близ болот северной части Вологды и впадающей в реку Вологда. Летом в засушливую погоду ручей почти полностью пересыхает, в сезон паводка — может разливайся на несколько десятков метров в ширину.
Ниже пересечения с улицей Бурмагиных ручей течёт по новому руслу, огибая с севера микрорайон Прибрежный. Изначально он пересекал территорию микрорайона по диагонали. Историческое русло Кайсарова ручья ограничивало городскую зону и средневековый посад Вологды.

## История
Кайсаров ручей известен ещё со времён основания города Вологда. Основатель города монах Герасим на берегу данного ручья хотел построить монастырь, но купец Пятышев, которому принадлежали земли на берегах данного ручья, и к которому монах обратился за помощью, отказался принимать участие в данном строительстве, за что монах предрёк ему участь библейского Агасфера (род Пятышевых вымер, а улицу, названную в честь купца, впоследствии переименовали). Своё название Кайсаров ручей получил, по одной из версий, от тюркского имени Кайсар. Или от производной фамилии Кайсаров, представителя древнего дворянского рода Кайсаровых. Григорий Кайсаров прибыл в Москву из Золотой Орды в XV веке в качестве «служилого татарина». По другой версии, которую предлагает Н. В. Фалин, название происходит от зырянского слова птица — «Кай» и «Сар» (шор-ручей) — птичий ручей.